# PFC Akademik Sofia
PFC Akademik Sofia foi uma equipe búlgara de futebol com sede em Sófia. Disputava a segunda divisão da Bulgária (B Football Group).
Seus jogos foram mandados no Akademik Stadium, que possui capacidade para 10.000 espectadores.

## História
O PFC Akademik Sofia foi fundado em 1947.